# Biedenbacher Teiche bei Florshain
Koordinaten: 50° 54′ 14″ N, 9° 9′ 2″ O
Das Naturschutzgebiet Biedenbacher Teiche bei Florshain befindet sich in den Gemarkungen von Florshain und Treysa, beides Stadtteile von Schwalmstadt im nordhessischen Schwalm-Eder-Kreis.

## Das Schutzgebiet

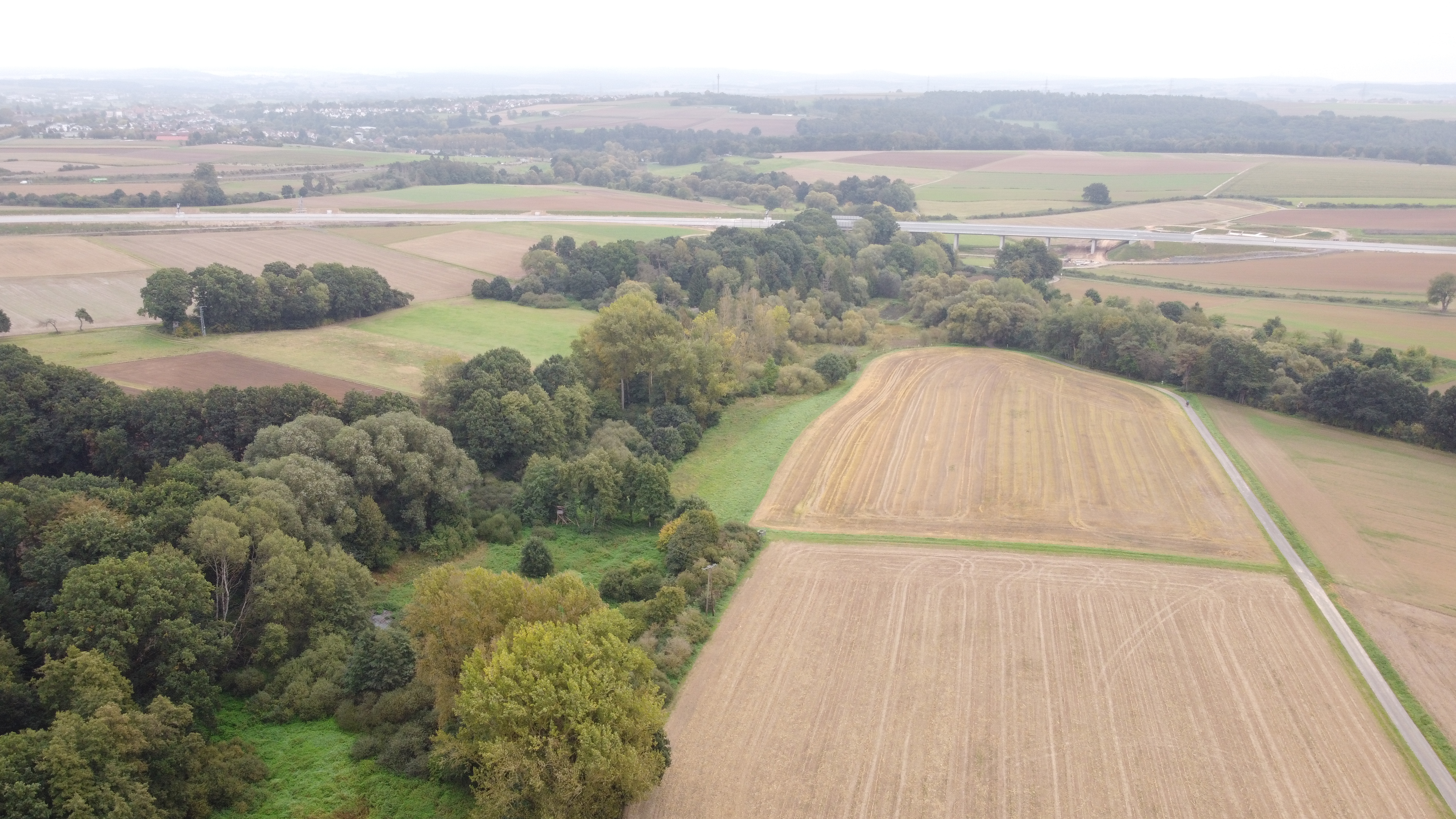
Naturschutzgebiet Biedenbacher Teiche; im Hintergrund die im Bau befindliche Autobahn A 49 mit der Talbrücke Biedenbacher Teiche

Das Gebiet wurde 1983 mit der Kennung 1634009 unter Naturschutz gestellt. Es liegt unmittelbar westlich der Mündung des kleinen Biedenbachs in den Wiera-Zufluss Silberbach und besteht aus drei von Auwald umgebenen Teichen und Teilen des Biedenbach-Unterlaufs. Die zwei Teilflächen haben eine Gesamtfläche von ca. 3,5 Hektar. Die Trasse der 2023 in diesem Abschnitt noch im Bau befindlichen Bundesautobahn 49 führt, mit der fast 200 m langen „Talbrücke Biedenbacher Teiche“, in langem Bogen unmittelbar östlich und südöstlich an dem Naturschutzgebiet vorbei.
Zweck des Schutzes ist, gemäß der Verordnung vom 30. November 1983, die dauerhafte und störungsfreie Sicherung der botanisch und ornithologisch wertvollen Wasserflächen, Großseggenbestände und Feuchtwiesen als Brut- und Nahrungsgebiet für bestandsgefährdete Vogelarten, Standort seltener Pflanzengesellschaften und Lebensraum für bedrohte Amphibienarten.